# Myrcia altera
Myrcia altera là một loài thực vật có hoa trong Họ Đào kim nương.